# Улица Кедрова (Ярославль)
У́лица Ке́дрова (бывшая Христорождественская улица, Малая Варваринская улица, Малая Февральская улица, Февральская улица) — улица в историческом центре города Ярославля. Лежит между Советской улицей и Волжской набережной. Нумерация домов ведётся от Волжской набережной.

## История
До перестройки города по регулярному плану 1778 года улица носила название Христорождественской по расположенной на ней церкви Рождества Христова. При перестройке города по регулярному плану улица была выпрямлена и получила название Малой Варваринской по находившейся на ней церкви Варвары Великомученицы (уничтожена в 1931 году). После застройки параллельной ей части Большой Варваринской улицы (от Пробойной улицы до Волжской набережной), обе улицы стали в обиходе называться Варваринской улицей.
В 1918 году, после захвата власти в городе, большевики переименовали улицу в Малую Февральскую в честь Февральской революции. В 1940 году, после переименования Большой Февральской улицы в улицу Трефолева, Малую Феральскую переименовали в Февральскую.
В июне 1979 года улицу переименовали в улицу Кедрова в честь М. С. Кедрова — чекиста, советского политического деятеля, одного из создателей системы советских концлагерей, организатора бессудных убийств тысяч безоружных людей в северных областях России в 1918—1921 годах.

## Здания и сооружения
- № 1 — Церковь Рождества Христова
- № 3 — Бывший дом почтмейстера Попова[2]